# Karl-Heinz Tritschler
Karl-Heinz Tritschler (* 16. September 1949) ist ein ehemaliger deutscher Fußballschiedsrichter. Sein erfolgreichstes Jahr als Schiedsrichter hatte er in der Saison 1988/89, als er sowohl das DFB-Pokal-Finale als auch das Endspiel des Europapokals der Landesmeister leitete und zu Deutschlands Schiedsrichter des Jahres gekürt wurde.

## Spiele
Seine erste Profipartie leitete er am 6. August 1977 in der 2. Bundesliga (Süd) beim 6:0-Erfolg des SV Waldhof Mannheim über den FV Würzburg. Seinen ersten Bundesliga-Einsatz absolvierte Tritschler am 23. August 1980 beim 1:1-Unentschieden zwischen dem VfL Bochum und dem MSV Duisburg. Insgesamt leitete er 98 Bundesligaspiele und 63 Begegnungen der Zweiten Liga. Hinzu kamen 5 Spiele im DFB-Pokal sowie das legendäre Wiederholungsspiel der Relegation in der Saison 1985/86 zwischen dem SC Fortuna Köln und Borussia Dortmund, das Dortmund mit 8:0 gewann. Die letzte Begegnung seiner Karriere war die Partie zwischen Borussia Dortmund und dem FC St. Pauli, welche Dortmund am 34. Spieltag der Bundesliga-Saison 1990/91 mit 5:2 für sich entscheiden konnte. In seinen 98 Bundesligaspielen zeigte er 250-mal die Gelbe Karte und viermal die Rote Karte, 33-mal entschied er auf Elfmeter. Am häufigsten leitete er Begegnungen des 1. FC Köln, nämlich 17-mal.
Auch bei internationalen Wettbewerben war Tritschler im Einsatz. So pfiff er u. a. bei den Olympischen Spielen 1988 die Vorrundenpartie zwischen Brasilien und Australien (3:0), war als Assistent bei der Fußball-Europameisterschaft 1988 im Einsatz und leitete das Endspiel im Europapokal der Landesmeister 1988/89 zwischen Steaua Bukarest und dem AC Milan, das Milan mit 4:0 für sich entscheiden konnte. Seinen letzten internationalen Einsatz hatte er ebenfalls im Europapokal der Landesmeister beim Viertelfinal-Hinspiel zwischen Spartak Moskau und Real Madrid am 6. März 1991; das Spiel endete 0:0.

## Wichtige Einsätze

### Endspiele
- DFB-Pokal Finale 1988/89 zwischen Borussia Dortmund und Werder Bremen (4:1)
- Europapokal der Landesmeister Finale 1988/89 zwischen dem AC Milan und Steaua Bukarest (4:0)
- Bundesliga-Relegation 1985/86 (Entscheidungsspiel) zwischen Borussia Dortmund und Fortuna Köln (8:0)

### Turniere
- Olympische Spiele 1988: 1 Spiel (Vorrundenpartie Brasilien – Australien, 3:0)
- Fußball-Europameisterschaft 1988: 1 Spiel (als Assistent; Vorrundenpartie UdSSR – Niederlande, 1:0)
- U-17-Fußball-Weltmeisterschaft 1985: 2 Spiele (Vorrunde; Katar – Mexiko 1:3; Brasilien – Mexiko 2:0)
- Fußball EM-Qualifikation: 4 Spiele (2 Spiele der EM 1984; 1 Spiel der EM 1988; 1 Spiel der EM 1992)
- Fußball WM-Qualifikation: 4 Spiele (3 Spiele der WM 1986; 1 Spiel der WM 1990)[4]

## Trivia
In einem Bundesligaspiel zwischen dem  VfB Stuttgart und dem FC Bayern München in der Saison 1984/85 kam es zu einem ungewöhnlichen Dialog zwischen Hermann Ohlicher und Karl-Heinz Tritschler. Ohlicher beschimpfte Tritschler mit den Worten „Du bist das größte Schwein“, nachdem Tritschler Bayern München einen Freistoß zugesprochen hatte. Tritschler fragte daraufhin „Haben Sie mich gemeint?“ Als Ohlicher mit „Ja“ antwortete, zeigte ihm Tritschler folgerichtig die Rote Karte.

## Ehrungen und Auszeichnungen
- „DFB-Schiedsrichter des Jahres“ (1): 1988/89[6]
- „Weltschiedsrichter des Jahres“ (1): 8. Platz[7]
- goldene Ehrennadel der Schiedsrichter-Vereinigung Hochrhein (Südbadischer Fußballverband)[8]
- Ehrenmitglied der Schiedsrichter-Vereinigung Freiburg (Südbadischer Fußballverband)[9]